# SABLE, fABLE
SABLE fABLE è un album del gruppo musicale Bon Iver, pubblicato l'11 aprile 2025 dall'etichetta discografica Jagjaguwar.

## Descrizione
In vendita come doppio LP, CD e anche audiocassetta: il primo vinile è l'EP Sable, pubblicato il 18 ottobre 2024, nel CD corrisponde alle prime 4 tracce.
Nella versione digitale è indicata la prima traccia ... (di 12 secondi) che nei supporti fisici è inglobata in Things Behind Things Behind Things che diventa di 3 minuti e 33 secondi.

## Tracce
LP1
1. ... – 0:12
2. Things Behind Things Behind Things – 3:20
3. Speyside – 3:29
4. Awards Season – 5:16

Durata totale: 12:17
LP2
1. Short Story – 1:56
2. Everything Is Peaceful Love – 3:30
3. Walk Home – 3:46
4. Day One (feat. Dijon Duenas e Flock of Dimes) – 3:33
5. From – 3:02
6. I'll Be There – 2:54
7. If Only I Could Wait (feat. Danielle Haim) – 3:22
8. There's a Rhythmn – 5:16
9. Au Revoir – 2:01

Durata totale: 29:20